# 桜むつ子
桜 むつ子（さくら むつこ、1921年2月15日 - 2005年1月23日）は、日本の女優。東京府東京市小石川区（現：東京都文京区）大塚出身。本名：佐藤 文子。血液型O型。最終所属はエトワアル。趣味はゴルフ。大塚尋常小学校卒業。

## 人物
1933年に松旭斎天勝の一座へ入座し、松旭斎文子の名を貰い、芸能活動を開始（もともと幇間だった父に連れられて花柳界に出入りしていたこともあり、すぐに踊りの才能を開花させる）。
永井荷風が晩年に気に入っていたともいわれ、浅草軽演劇の花形女優として大衆を魅了（『開運!なんでも鑑定団』〈2022年1月11日放送分〉で彼女の孫が永井自筆の色紙を依頼品として出演し、当時の経緯を証言していた）。
1950年に松竹へ入社。小津安二郎作品に複数回起用され、庶民的ながらもどこか色気を纏った名脇役として登場（ほぼ毎回飲み屋の女主人といった役どころを担当していた）。また、永井を敬愛していた小津は撮影の合間に永井の話を聞きたがっていたという。
2005年1月23日18時18分、肺癌のため東京都渋谷区代々木の自宅で死去。83歳没。
晩年の「おばあちゃんキャラ」は創ったものであり、素は年齢よりも若く見えるオシャレでハイカラなタイプであり、初対面で本人と気づく人はほとんどいなかった。

## 出演

### 映画
- 頓珍漢桃色騒動（1950年、松竹）
- 月の出の決闘（1950年、新東宝）
- 思い出のボレロ（1950年、松竹）
- 我が家は楽し（1951年、松竹）
- 父恋し（1951年、松竹）
- 憧れのホームラン王（1951年、松竹）
- 陽気な渡り鳥（1952年、松竹）
- 相惚れトコトン同志（1952年、松竹）
- こんな私じゃなかったに（1952年、松竹）
- あんたほんとに凄いわね（1952年、松竹）
- 学生社長（1953年、松竹）
- 嫁の立場（1953年、松竹）
- 東京マダムと大阪夫人（1953年、松竹）
- 母の誕生日（1953年、松竹）
- 東京物語（1953年、松竹）
- お嬢さん社長（1953年、松竹）
- 別離（1954年、松竹）
- 伊豆の踊子（1954年、松竹）
- たけくらべ（1955年、新東宝）
- 続この世の花 第八部 さすらいの浜辺（1956年、松竹）
- 弥次喜多道中記（1956年、大映）
- 喜びも悲しみも幾歳月（1957年、松竹）
- 花は嘆かず（1957年、松竹）
- 東京暮色（1957年、松竹）
- 夜の鴎（1957年、東宝）
- としごろ（1958年、松竹）
- 日日の背信（1958年、松竹）
- 花のうず潮（1958年、松竹）
- 彼岸花（1958年、松竹）
- お早よう（1959年、松竹）
- 浮草（1959年、大映）
- 伊豆の踊子（1960年、松竹）
- いろはにほへと（1960年、松竹）
- 秋日和（1960年、松竹）
- 図々しい奴（1961年、松竹）
- ゼロの焦点（1961年、松竹）
- あれが港の灯だ（1961年） ‐ 西岡初子 役
- 愛と悲しみと（1962年、松竹）
- 残月大川流し（1963年、東映）
- 海抜0米（1964年、松竹）
- 戦場の野郎ども（1964年、松竹）
- 雪国（1965年、松竹）
- おはなはん（1966年、松竹）
- 陽のあたる坂道（1967年、日活）
- わが闘争（1968年、松竹）
- 謝国権「愛」より （秘）性と生活（1969年、東映）
- コント55号と水前寺清子のワン・ツウー・パンチ 三百六十五歩のマーチ（1969年、松竹）
- 喜劇 男は愛敬（1970年、松竹）
- 女子学園 悪い遊び（1970年、日活）
- 新・同棲時代 愛のくらし（1973年、松竹）
- 喜劇 女子学生 華やかな挑戦（1975年、松竹）
- 襟裳岬（1975年、日活）
- 突然、嵐のように（1977年、松竹）
- お母さんのつうしんぼ（1980年、にっかつ児童映画）
- 華魁（1983年、富士映画）
- 春来る鬼（1989年、松竹）
- シコふんじゃった。（1992年、東宝）
- 幻の光（1995年、テレビマンユニオン）
- がんばっていきまっしょい（1998年、東映）
- 十五才 学校IV（2001年、松竹）
- 船を降りたら彼女の島（2003年、アルタミラピクチャーズ）
- 村の写真集（2004年、ビデオプランニング）
- 犬と歩けば チロリとタムラ（2004年、アルゴ・ピクチャーズ）
- スウィングガールズ（2004年、東宝）
- いらっしゃいませ、患者さま。（2005年、松竹）

### テレビドラマ
- 私は貝になりたい（1958年、KRT）
- いろはにほへと（1959年、KRT）
- 松本清張シリーズ・黒い断層 / 声（1961年、TBS）
- ゼロの焦点（1961年、CX） ※映画版にも出演
- 東芝日曜劇場カルテロ・カルロス日本へ飛ぶ（TBS、1963年）第18回芸術祭奨励賞受賞
- 特別機動捜査隊（1961年 - 1977年、NET）
  - 第242話「化石のような女」（1965年）
  - 第425話「ドラキュラの牙」（1969年）
  - 第585話「華麗なる貧因」（1973年）
- グーチョキパー第2シリーズ（1964年 - 1967年、フジテレビ）
- 若者たち（1966年、CX）
- 朝の連続テレビ小説 / おはなはん（1966年、NHK）
- 泣いてたまるか（1966年 - 1968年、TBS）
- とし子さん（1966年、国際放映 / TBS） -石丸夫人
- 素浪人 月影兵庫 第2シリーズ 第70話「飛ばない前から落ちていた」（1968年、NET）
- 炎の青春（1969年、NTV）
- 五番目の刑事（1969 - 1970年、NET） - おかつ
- プレイガール 第37話「裸の女王蜂」（1969年、12ch）
- 女殺し屋 花笠お竜 第6話「殺人街道に花が舞う」（1969年、12ch）
- ジャンケンケンちゃん（1969年 - 1970年、国際放映 / TBS） - ケンちゃんの祖母
- ありがとう（1970年、TBS） - 吉川美沙子
- 恋愛術入門 第1話「手も足も出ない恋」（1970年、TBS）
- 火曜日の女シリーズ / クラスメート -高校生ブルース-（1971年、NTV）
- 徳川おんな絵巻 第27話「花嫁学校」・第28話「恋を追う女」（1971年、KTV） - およし
- 水戸黄門（TBS / C.A.L）
  - 第2部 第33話「お犬さま罷り通る -江戸-」（1971年5月10日） - 桂昌院
  - 第12部 第15話「娘意気地の生一本 -柳井-」（1981年12月7日） - お徳
  - 第14部 第33話「じゃじゃ馬娘の婿選び -姫路-」（1984年6月11日） - お里
  - 第15部 第4話「悪計暴いた身代り花嫁 -大洲-」（1985年2月18日） - ひで
- 銭形平次 第274話「墓荒らし」（1971年、CX） - お源
- 大岡越前（TBS / C.A.L）
  - 第3部（1972年 - 1973年） - おきん
  - 第5部 第3話「欲しかった思い遣り」（1978年2月20日） - 向かいの小母さん
- どっこい大作（1973年、NET） - 青山柾江
- 銀座わが町（1973年 - 1974年、NHK）
- 出会い（1973年、NHK）
- 若さま侍捕物手帖 第4話「花嫁が消えちゃった」（1973年、KTV） - おいね
- 旅人 異三郎 第17話「秘めた慕情が霧雨に煙った」（1973年、12ch） - おかく
- 水滸伝 第7話「小旋風と黒旋風」（1973年、NTV）
- 唖侍 鬼一法眼  第23話「寒椿慕情」（1974年、NTV） - おまさ
- だいこんの花 第4シリーズ（1974年 - 1975年、NET）
- 6羽のかもめ（1974年 - 1975年、CX）
- ライオン奥様劇場・異母兄弟（1975年、CX） - マス
- 寺内貫太郎一家2 第1話（1975年、TBS） - 水原夫人
- 銀河テレビ小説（NHK）
  - 霧の中の少女（1976年） - テツ子
  - 嫁っこはいねが（1980年） - 須藤の婆ちゃん
- 非情のライセンス 第2シリーズ（1976年 - 1977年、NET） - 堀刑事（演：財津一郎）の叔母
- Gメン'75 第97話「嫁・姑・孫の戦い」（1977年、TBS）
- 風見鶏（1977年 - 1978年、NHK） - 東タツ 役
- コメットさん（1978年 - 1979年、TBS）
- 西遊記 第23話「女人国 八戒が妊娠!?」（1978年、NTV）
- カレー屋ケンちゃん（1979年 - 1980年、TBS）
- ダンプかあちゃん（1980年、TBS）
- 噂の刑事トミーとマツ 第26話「決戦! トミコ対マツコ」（1980年、TBS） - 家政婦
- ザ・ハングマン 燃える事件簿（1980年 - 1981年、ABC） - 都築春代
  - 第1話「七つの黒バラ」（1980年）
  - 第6話「オオカミ達の変奏曲」（1980年）
  - 第11話「魔性の母と狼の息子」（1981年）
  - 第25話「さらばブラック 怒りの爆死」（1981年）
- 大江戸捜査網 第516話「意地悪婆さん危機一髪!」（1981年、TX） - たね 役
- ドラマ人間模様 / 新・事件 わが歌は花いちもんめ（1981年、NHK）
- ザ・サスペンス / 下り特急「富士」殺人事件（1983年、TBS）
- 宇宙刑事シャイダー 第4話「犬になった子供達」（1984年、ANB） - 魔女（不思議獣メロメロ）
- 暴れん坊将軍II 第85話「火花が飛んだ! 嫁･姑!」（1984年、ANB） - お徳 役
- 月曜ワイド劇場 / 女タクシー運転手（1984年、ANB / C.A.L）
- 私鉄沿線97分署 第29話「押しかけ刑事のマイホーム作戦!?」（1985年、ANB / 国際放映）
- 西田敏行の泣いてたまるか 第11話「犬ちゃん恋におちて」（1987年、TBS / 国際放映、東阪企画）
- 土曜ワイド劇場（ANB）
  - アルプス秘湯推理旅行（1990年） - 鈴代友子
  - 密会の宿8（1993年） - 三浦直子
- 恋料理カレンダー（1991年、CBC）
- 土曜ドラマ（NHK)
  - 新十津川物語（1992年） - 栃谷あや（晩年） 役
- 天までとどけ 3 - 4（1994年 - 1995年、TBS） - 石森カツ 役
- いいひと。（1997年、KTV）
- はぐれ刑事純情派
  - （1989年） - 山崎ツネ 役
  - 第10シリーズ 第22話「拒食症の女!? 美人ヘルパー謎の通報」（1997年、ANB）
- 少年たち3（2002年、NHK） - 武藤サト 役

### 舞台
- 水前寺清子特別公演「新あんみつ姫」